# Willis O'Brien
Willis H. O'Brien, född 1886, död 1962, var en irländsk-amerikansk stop motion-animatör.
Han är berömd för sina arbeten inom stop motion-animation, som gett upphov till olika filmer. O'Brien började göra kortare filmer redan på 1910-talet, och 1925 gjorde han en av sina mest berömda arbeten inom animation till spelfilm - dinosaurierna i filmen En försvunnen värld, baserad på boken av Arthur Conan Doyle. 1933 gjorde O'Brien sitt kanske största verk till film, då han gjorde animationen till King Kong.
1949 arbetade Willis O'Brien med Ray Harryhausen, som då var lärling och intresserad assistent till honom. Då arbetade de med Fantomen från Afrika, och O'Brien fick en Oscar för sin insats.
Willis gjorde effekter till flera filmer genom åren, dessa är bara några av dem:
- En försvunnen värld (1925)
- King Kong (1933)
- Son of Kong (1933)
- Fantomen från Afrika (1949)
- The Beast from Hollow Mountain (1956)